# Fußball-Club Gelsenkirchen-Schalke 04 1985-1986
Questa voce raccoglie le informazioni riguardanti il Fußball-Club Gelsenkirchen-Schalke 04 nelle competizioni ufficiali della stagione 1985-1986.

## Stagione
Nella stagione 1985-1986 il Schalke, allenato da Diethelm Ferner, concluse il campionato di Bundesliga al 10º posto. In Coppa di Germania il Schalke fu eliminato ai quarti di finale dallo Stoccarda.

## Rosa
| N. |                      | Ruolo | Calciatore         |
| -- | -------------------- | ----- | ------------------ |
|    | Germania (bandiera)  | P     | Walter Junghans    |
|    | Rep. Ceca (bandiera) | P     | Pavel Mačák        |
|    | Germania (bandiera)  | D     | Bernard Dietz      |
|    | Germania (bandiera)  | D     | Klaus Fichtel      |
|    | Germania (bandiera)  | D     | Michael Jakobs     |
|    | Germania (bandiera)  | D     | Gerhard Kleppinger |
|    | Germania (bandiera)  | D     | Thomas Kruse       |
|    | Germania (bandiera)  | D     | Dietmar Roth       |
|    | Germania (bandiera)  | D     | Mathias Schipper   |
|    | Germania (bandiera)  | C     | Bernd Dierßen      |
|    | Germania (bandiera)  | C     | Frank Hartmann     |

| N. |                     | Ruolo | Calciatore             |
| -- | ------------------- | ----- | ---------------------- |
|    | Germania (bandiera) | C     | Caspar Memering        |
|    | Germania (bandiera) | C     | Guido Naumann          |
|    | Germania (bandiera) | C     | Michael Opitz          |
|    | Germania (bandiera) | C     | Stephan Täuber         |
|    | Germania (bandiera) | A     | Carsten Marquardt      |
|    | Germania (bandiera) | A     | Ralf Regenbogen        |
|    | Germania (bandiera) | A     | Dieter Schatzschneider |
|    | Germania (bandiera) | A     | Michael Skibbe         |
|    | Germania (bandiera) | A     | Klaus Täuber           |
|    | Germania (bandiera) | A     | Olaf Thon              |

## Organigramma societario
Area tecnica
- Allenatore: Diethelm Ferner
- Allenatore in seconda:
- Preparatore dei portieri:
- Preparatori atletici:

## Calciomercato

### Sessione estiva
| Acquisti | Acquisti        | Acquisti         | Acquisti |
| R.       | Nome            | da               | Modalità |
| -------- | --------------- | ---------------- | -------- |
| A        | Ralf Regenbogen | DSC Wanne-Eickel |          |
| D        | Dietmar Roth    | Karlsruhe        |          |

| Cessioni | Cessioni           | Cessioni          | Cessioni |
| R.       | Nome               | a                 | Modalità |
| -------- | ------------------ | ----------------- | -------- |
| C        | Klaus Berge        | Saarbrücken       |          |
| C        | Norbert Eilenfeldt | Kaiserslautern    |          |
| D        | Peter Stichler     | Kickers Stoccarda |          |

### Sessione invernale
| Acquisti | Acquisti | Acquisti | Acquisti |
| R.       | Nome     | da       | Modalità |
| -------- | -------- | -------- | -------- |

| Cessioni | Cessioni | Cessioni | Cessioni |
| R.       | Nome     | a        | Modalità |
| -------- | -------- | -------- | -------- |

## Risultati

### Bundesliga

#### Girone di andata
| Arbitro: | Neuner |

|  |           |            |
|  | Marcatori | 32’ Völler |

| Arbitro: | Matheis |

|                                                  |           |  |
| Hannes 24’ (rig.) Dreßen 75’ Mill 83’ Criens 89’ | Marcatori |  |

| Arbitro: | Dellwing |

|  |           |                |
|  | Marcatori | 53’ Rummenigge |

| Arbitro: | Gabor |

|  |           |            |
|  | Marcatori | 54’ Täuber |

| Arbitro: | Scheuerer |

|                                           |           |                                  |
| Guðmundsson 24’ Klinger 70’ Kirchhoff 73’ | Marcatori | 14’ Hartmann 83’ Schatzschneider |

| Arbitro: | Hontheim |

|                                  |           |                             |
| Täuber 53’ (rig.) Regenbogen 87’ | Marcatori | 30’ Schaub 71’ (rig.) Reich |

| Arbitro: | Schmidhuber |

|                                       |           |                       |
| Jusufi 1’ Blättel 37’ Hönnscheidt 55’ | Marcatori | 15’ Hartmann 43’ Thon |

| Arbitro: | Ermer |

|            |           |  |
| Täuber 22’ | Marcatori |  |

| Arbitro: | Tritschler |

|                                                        |           |                       |
| Engels 31’ Dickel 38’ Littbarski 51’ Geilenkirchen 72’ | Marcatori | 33’ Thon 47’ Hartmann |

| Arbitro: | Zimmermann |

|                       |           |  |
| Hartmann 16’ Thon 88’ | Marcatori |  |

| Arbitro: | Umbach |

|                  |           |              |
| Weikl 83’ (rig.) | Marcatori | 63’ Hartmann |

| Arbitro: | Horeis |

|                        |           |                 |
| Hartmann 42’, 60’, 88’ | Marcatori | 69’ Schlindwein |

| Arbitro: | Heitmann |

|           |           |             |
| Kuntz 39’ | Marcatori | 40’ Dierßen |

| Arbitro: | Osmers |

|                          |           |            |
| Täuber 20’ Thon 40’, 44’ | Marcatori | 43’ Theiss |

| Kaiserslautern 20 novembre 1985, ore 15:30 CET 15ª giornata | Kaiserslautern | 0 – 0 referto | Schalke 04 | Fritz-Walter-Stadion (15 844 spett.)\| Arbitro: \| Wiesel \| |
| Arbitro:                                                    | Wiesel         |               |            |                                                              |

| Arbitro: | Schmidhuber |

|                                                            |           |                 |
| Kleppinger 46’, 77’ Hartmann 64’ Thon 67’, 84’ Dierßen 72’ | Marcatori | 82’ Anderbrügge |

| Arbitro: | Brehm |

|               |           |  |
| Waas 24’, 86’ | Marcatori |  |

#### Girone di ritorno
| Arbitro: | Wittke |

|                        |           |            |
| Neubarth 32’, 51’, 59’ | Marcatori | 20’ Täuber |

| Arbitro: | Correll |

|                            |           |                      |
| Hannes 30’ (aut.) Thon 44’ | Marcatori | 43’ Rahn 75’ Pinkall |

| Arbitro: | Hontheim |

|                           |           |                     |
| Hoeneß 43’, 70’ Lerby 48’ | Marcatori | 29’ Täuber 89’ Thon |

| Arbitro: | Bruch |

|                |           |                        |
| Kleppinger 82’ | Marcatori | 53’ Pašić 59’ Allgöwer |

| Arbitro: | Theobald |

|                 |           |  |
| Täuber 34’, 83’ | Marcatori |  |

| Arbitro: | Neuner |

|            |           |                 |
| Schaub 79’ | Marcatori | 42’, 71’ Täuber |

| Arbitro: | Jupe |

|                              |           |                     |
| Hartmann 47’, 53’ Täuber 63’ | Marcatori | 1’, 49’ Hönnscheidt |

| Arbitro: | Matheis |

|                               |           |  |
| Plessers 47’ Kaltz 77’ (rig.) | Marcatori |  |

| Arbitro: | Heitmann |

|                                     |           |  |
| Täuber 24’ (rig.), 69’ Hartmann 33’ | Marcatori |  |

| Arbitro: | Dellwing |

|                                            |           |            |
| Schipper 17’ (aut.) Andersen 43’ Geyer 50’ | Marcatori | 90’ Täuber |

| Arbitro: | Assenmacher |

|                |           |                       |
| Kleppinger 68’ | Marcatori | 17’ (aut.) Kleppinger |

| Arbitro: | Roth |

|                          |           |  |
| Walter 8’, 89’ Schön 56’ | Marcatori |  |

| Arbitro: | Umbach |

|                                                   |           |                       |
| Skibbe 53’ Schipper 62’ Regenbogen 75’ Täuber 81’ | Marcatori | 28’ Wegmann 80’ Kuntz |

| Arbitro: | Gächter |

|                                       |           |  |
| Kitzmann 30’ Svensson 44’ Sarroca 82’ | Marcatori |  |

| Arbitro: | Schmidhuber |

|                         |           |                         |
| Hartmann 44’ Täuber 87’ | Marcatori | 5’, 82’ Allofs 8’ Dusek |

| Arbitro: | Brückner |

|                 |           |          |
| Zorc 78’ (rig.) | Marcatori | 38’ Thon |

| Arbitro: | Tritschler |

|                                   |           |                       |
| Schreier 7’ (aut.) Regenbogen 52’ | Marcatori | 57’ Waas 74’ Schreier |

### Coppa di Germania
| Arbitro: | Bertsch |

|          |           |                         |
| Jung 80’ | Marcatori | 37’ Hartmann 69’ Täuber |

| Arbitro: | Roth |

|                                      |           |         |
| Täuber 25’ Jakobs 45’ Kleppinger 75’ | Marcatori | 8’ Rahn |

| Arbitro: | Neuner |

|          |           |                              |
| Ruof 89’ | Marcatori | 35’ Hartmann 116’ Regenbogen |

| Arbitro: | Brückner |

|                                                            |           |                  |
| Allgöwer 41’, 51’, 89’ Zietsch 60’ Pašić 85’ Klinsmann 87’ | Marcatori | 3’, 40’ Hartmann |

## Statistiche

### Statistiche di squadra
| Competizione      | Punti | In casa | In casa | In casa | In casa | In casa | In casa | In trasferta | In trasferta | In trasferta | In trasferta | In trasferta | In trasferta | Totale | Totale | Totale | Totale | Totale | Totale | DR |
| Competizione      | Punti | G       | V       | N       | P       | Gf      | Gs      | G            | V            | N            | P            | Gf           | Gs           | G      | V      | N      | P      | Gf     | Gs     | DR |
| ----------------- | ----- | ------- | ------- | ------- | ------- | ------- | ------- | ------------ | ------------ | ------------ | ------------ | ------------ | ------------ | ------ | ------ | ------ | ------ | ------ | ------ | -- |
| Bundesliga        | 30    | 17      | 9       | 4       | 4       | 37      | 21      | 17           | 2            | 4            | 11           | 16           | 37           | 34     | 11     | 8      | 15     | 53     | 58     | -5 |
| Coppa di Germania | -     | 1       | 1       | 0       | 0       | 3       | 1       | 3            | 2            | 0            | 1            | 6            | 8            | 4      | 3      | 0      | 1      | 9      | 9      | 0  |
| Totale            | 30    | 18      | 10      | 4       | 4       | 40      | 22      | 20           | 4            | 4            | 12           | 22           | 45           | 38     | 14     | 8      | 16     | 62     | 67     | -5 |

### Andamento in campionato
| Giornata  | 1  | 2  | 3  | 4  | 5  | 6  | 7  | 8  | 9  | 10 | 11 | 12 | 13 | 14 | 15 | 16 | 17 | 18 | 19 | 20 | 21 | 22 | 23 | 24 | 25 | 26 | 27 | 28 | 29 | 30 | 31 | 32 | 33 | 34 |
| --------- | -- | -- | -- | -- | -- | -- | -- | -- | -- | -- | -- | -- | -- | -- | -- | -- | -- | -- | -- | -- | -- | -- | -- | -- | -- | -- | -- | -- | -- | -- | -- | -- | -- | -- |
| Luogo     | C  | T  | C  | T  | T  | C  | T  | C  | T  | C  | T  | C  | T  | C  | T  | C  | T  | T  | C  | T  | C  | C  | T  | C  | T  | C  | T  | C  | T  | C  | T  | C  | T  | C  |
| Risultato | P  | P  | P  | V  | P  | N  | P  | V  | P  | V  | N  | V  | N  | V  | N  | V  | P  | P  | N  | P  | P  | V  | V  | V  | P  | V  | P  | N  | P  | V  | P  | P  | N  | N  |
| Posizione | 14 | 18 | 18 | 17 | 16 | 15 | 16 | 14 | 15 | 14 | 14 | 12 | 12 | 11 | 12 | 9  | 10 | 11 | 11 | 12 | 15 | 11 | 10 | 10 | 10 | 10 | 10 | 10 | 10 | 9  | 10 | 10 | 10 | 10 |

Legenda:

Luogo: C = Casa; T = Trasferta. Risultato: V = Vittoria; N = Pareggio; P = Sconfitta.

### Statistiche dei giocatori
| Giocatore          | Bundesliga | Bundesliga | Bundesliga  | Bundesliga | Coppa di Germania | Coppa di Germania | Coppa di Germania | Coppa di Germania | Totale   | Totale | Totale      | Totale     |
| Giocatore          | Presenze   | Reti       | Ammonizioni | Espulsioni | Presenze          | Reti              | Ammonizioni       | Espulsioni        | Presenze | Reti   | Ammonizioni | Espulsioni |
| ------------------ | ---------- | ---------- | ----------- | ---------- | ----------------- | ----------------- | ----------------- | ----------------- | -------- | ------ | ----------- | ---------- |
| B. Dierßen         | 32         | 2          | 7           | 0          | 4                 | 0                 | 1                 | 0                 | 36       | 2      | 8           | 0          |
| B. Dietz           | 27         | 0          | 0           | 0          | 4                 | 0                 | 1                 | 0                 | 31       | 0      | 1           | 0          |
| K. Fichtel         | 13         | 0          | 0           | 0          | 0                 | 0                 | 0                 | 0                 | 13       | 0      | 0           | 0          |
| F. Hartmann        | 34         | 13         | 0           | 0          | 4                 | 4                 | 0                 | 0                 | 38       | 17     | 0           | 0          |
| M. Jakobs          | 14         | 0          | 3           | 0          | 3                 | 1                 | 0                 | 0                 | 17       | 1      | 3           | 0          |
| W. Junghans        | 34         | 0          | 0           | 0          | 3                 | 0                 | 0                 | 0                 | 37       | 0      | 0           | 0          |
| G. Kleppinger      | 32         | 4          | 3           | 1          | 4                 | 1                 | 1                 | 0                 | 36       | 5      | 4           | 1          |
| T. Kruse           | 28         | 0          | 3           | 0          | 2                 | 0                 | 0                 | 0                 | 30       | 0      | 3           | 0          |
| C. Marquardt       | 6          | 0          | 0           | 0          | 0                 | 0                 | 0                 | 0                 | 6        | 0      | 0           | 0          |
| P. Mačák           | 0          | 0          | 0           | 0          | 1                 | 0                 | 0                 | 0                 | 1        | 0      | 0           | 0          |
| C. Memering        | 0          | 0          | 0           | 0          | 0                 | 0                 | 0                 | 0                 | 0        | 0      | 0           | 0          |
| G. Naumann         | 0          | 0          | 0           | 0          | 0                 | 0                 | 0                 | 0                 | 0        | 0      | 0           | 0          |
| M. Opitz           | 28         | 0          | 2           | 0          | 3                 | 0                 | 0                 | 0                 | 31       | 0      | 2           | 0          |
| R. Regenbogen      | 23         | 3          | 1           | 0          | 2                 | 1                 | 0                 | 0                 | 25       | 4      | 1           | 0          |
| D. Roth            | 24         | 0          | 5           | 0          | 4                 | 0                 | 0                 | 0                 | 28       | 0      | 5           | 0          |
| D. Schatzschneider | 20         | 1          | 2           | 0          | 2                 | 0                 | 0                 | 0                 | 22       | 1      | 2           | 0          |
| M. Schipper        | 32         | 1          | 4           | 0          | 4                 | 0                 | 1                 | 0                 | 36       | 1      | 5           | 0          |
| M. Skibbe          | 10         | 1          | 1           | 0          | 0                 | 0                 | 0                 | 0                 | 10       | 1      | 1           | 0          |
| O. Thon            | 34         | 10         | 1           | 0          | 4                 | 0                 | 1                 | 0                 | 38       | 10     | 2           | 0          |
| K. Täuber          | 33         | 16         | 4           | 0          | 4                 | 2                 | 2                 | 0                 | 37       | 18     | 6           | 0          |
| S. Täuber          | 0          | 0          | 0           | 0          | 0                 | 0                 | 0                 | 0                 | 0        | 0      | 0           | 0          |